# آژیلاوس دوم
آژیلاوس دوم (زبان یونانی: Ἀγησίλαος؛ ۴۴۵/۴ پیش از میلاد – ۳۶۰/۵۹ پیش از میلاد (سن حدود ۸۴)) پادشاه اسپارت از سال ۴۰۰ تا ۳۶۰ پیش از میلاد بود.
عموماً به عنوان مهم‌ترین پادشاه در تاریخ اسپارت از او یاد می‌شود، آژیلاوس نقش‌آفرین اصلی در طول دوره هژمونی اسپارت بود که پس از جنگ پلوپونز (۴۳۱–۴۰۴ قبل از میلاد) بود. گر چه آژیلاوس در نبرد شجاع و دلیر بود، اما فاقد مهارت‌های دیپلماتیک برای حفظ موقعیت اسپارت بود، به ویژه در برابر قدرت رو به رشد تبای، که پس از پیروزی در نبرد لوکترا (Leuctra) در سال ۳۷۱ قبل از میلاد اسپارت را به یک قدرت ثانویه تبدیل کرد.